# Cerro Cristo Rey (Paraguay)

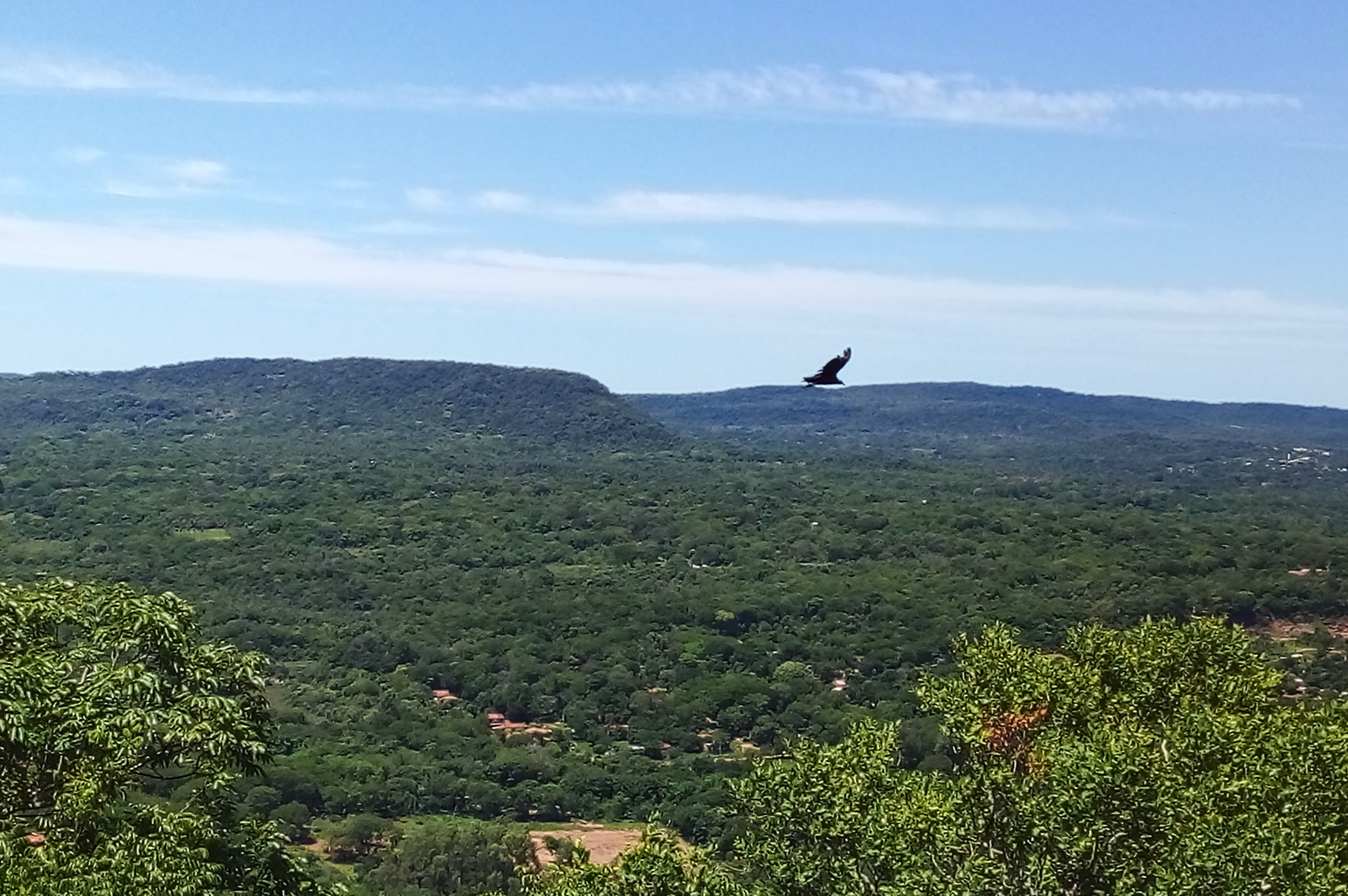
Vista de la Cordillera de los Altos desde el cerro Cristo Rey.

El "Cerro Cristo Rey" es un montículo o cumbre situado en la jurisdicción del municipio de Caacupé, Departamento de Cordillera, de la República del Paraguay. Está ubicado en el kilómetro 55 de la ruta nacional n° 2 "Mariscal Estigarribia". Su pico es de 300 metros sobre el nivel del mar. Pertenece al subsistema orográfico de la Cordillera de los Altos.

## Ubicación
25°27′54″S 57°6′57″O / -25.46500, -57.11583